# 莫达非尼
莫达非尼（英文名Modafinil）是一种觉醒促进剂，被用于对发作性嗜睡病、轮班工作睡眠紊乱以及与阻塞性睡眠呼吸暂停相关的白天过度嗜睡等紊乱症的治疗。莫达非尼也在适应症外被广泛使用，作为一种认知增强剂。
虽然目前莫达非尼的作用机制尚不明确，但此物质似乎是一种选择性的、相对较弱、非典型的多巴胺再摄取抑制剂。然而这可能并不是其唯一的作用机制。
因为莫达非尼可能具有的成瘾性，其于中国大陆、台湾、美国、日本、俄罗斯等地被严格管制，在绝大多数的国家属于处方药。另有药物阿莫达非尼，为从莫达非尼中提取的活性手性异构物。

## 用途

### 医学用途
莫达非尼是一种觉醒促进剂，被用于对发作性嗜睡病、轮班工作睡眠紊乱以及与阻塞性睡眠呼吸暂停相关的白天过度嗜睡等紊乱症的治疗。
因为其可能导致过敏反应以及精神障碍，欧洲药品管理局建议新的莫达非尼处方应该仅在用于治疗嗜睡相关的睡眠障碍时开出。

### 非适应症用途
莫达非尼也被发现用于治疗多发性硬化症导致的疲劳感。在2000年，Cephalon公司进行了一项研究，以评估莫达非尼作为一种治疗多发性硬化症导致的疲劳的可行性。72名患病程度不同的患者在9周内分别使用了两种不同剂量的莫达非尼和安慰剂，由患者本人在参考标准上自我评估疲劳程度。使用低剂量的患者报告的疲劳度最低，且低剂量莫达非尼使用者与安慰剂使用者在疲劳程度的报告中具有具有显著的统计学差异。没有报告称更高剂量的莫达非尼效果更强。
莫达非尼也被用于抵抗镇静剂的效果，以及很多情况下的疲劳状态，包括抑郁、纤维肌痛综合征、慢性疲劳综合症、肌强直性肌营养不良、强直性营养不良、鸦片类药物引发的困倦、痉挛性脑瘫以及帕金森病。莫达非尼还被用于改善白天的嗜睡状况和原发性胆汁性肝硬化导致的疲劳。

### 军事及航天用途
莫逹非尼在多个国家被用作安非他命类药物的替代品，安非他命是传统的在军队面临睡眠剥夺的战斗情况下使用的药物，例如在执行漫长的任务期间。例如伊拉克战争期间，美国曾经将没经过临床测试的莫达非尼给美军士兵服用，以期在长时间的战斗中保持清醒。法国政府表示法国外籍兵团会在一些秘密行动中使用莫达非尼。英国国防部亦委托QinetiQ调查研究莫达非尼，并在一项研究上花费了30万英镑。2011年，印度空军宣布将莫达非尼纳入应急计划。
在美国军队中，莫达非尼已被批准用于某些空军任务中，且正在被研究其他方面的用途。截至2012年11月，莫达非尼是唯一被美国空军认证为“疲劳管理药片”的药物。右旋安非他命不再被允许使用。
加拿大医学协会杂志还报道，莫达非尼被用于国际空间站的长期任务中，“可用于提升空间站人员在疲劳状态下的表现”且能缓解昼夜节律的紊乱及睡眠不足造成的症状。

## 禁忌症
过敏以及超敏反应是莫达非尼仅有的禁忌症，虽然如此，Cephalon公司发布的文件依然认为在使用它之前咨询医生是相当重要的，因为对于对片剂成分敏感、肝硬化（可能延迟药物的代谢）或有心血管问题的人群而言，使用莫达非尼可能会引起问题。

## 副作用
根据梯瓦发布的文档，三分之一的临床试验参加者报告了头痛的副作用；11%报告了恶心；仅有不到10%的参与者报告了其他的副作用，例如紧张、腹泻、失眠、焦虑、头晕和胃肠道问题。
有罕见的报告称莫达非尼可导致更严重的副作用，包括严重的皮疹和其他可能与过敏相关的症状。从莫达非尼自1998年12月上市至2007年1月30日，美国食品和药物管理局（FDA）总计收到过六起与莫达非尼相关的严重皮肤不良反应的案例，包括多形性红斑、史蒂芬斯－强森症候群（SJS）、中毒性表皮坏死松解症（TEN）、DRESS综合症，涉及成人与幼儿。FDA已经发布了相关警告。在同一警告中，FDA还指出，血管性水肿和多器官超敏反应在莫达非尼上市后也有过报道。2007年，FDA命令Cephalon公司修改Provigil（莫达非尼商品名）的说明，用粗体写出可能导致严重后果以及潜在致命的莫达非尼使用后果，包括SJS、TEN、DRESS综合症。
长期使用莫达非尼的安全性和效用尚未查明。
在停止使用莫达非尼后，可能最长在一个月内影响激素避孕的效果。

### 潜在的成瘾性与依赖性
莫达非尼的成瘾性与依赖性非常低。它与可上瘾的兴奋剂类药物同是一种生化机制，一些研究称其有相似的提升情绪的能力，但程度较轻。被训练过自己使用可卡因的猴子也会自己使用莫达非尼。尽管对小鼠使用人类治疗用的剂量的莫达非尼时，不会产生增强效果，但在剂量更高时却会如此。有非常罕见的莫达非尼被滥用的案例。因此，莫达非尼被FDA分类为IV级管制物品，属于可用于正规医疗用途的、低但存在成瘾性的药物。
在已有的案例中，对莫达非尼的心理依赖只在每日过量使用莫达非尼以求得更长的药效时间时才存在。已报告的戒断反应有快感缺失、嗜睡、焦虑和失眠。

### 耐药性
大规模临床研究发现，即使在治疗推荐的剂量下长期使用（40周-3年）莫达非尼，也没有任何耐药性的证据。

## 滥用
在小鼠与大鼠的实验中，莫达非尼的半数致死量（LD50）大约为或略大于1250mg/kg。狗的静脉注射LD50为300mg/kg。大鼠的口服LD50值为1000-3400mg/kg。人类参与的临床试验中连续7-21天接受1200mg/d的用量和已知的事故导致的一次性4500mg的急性过量使用不会造成生命危险，虽然可以观察到大量的负面效应，如激动、失眠、焦虑、易怒、攻击性、神志不清、紧张、震颤、心悸、睡眠障碍、恶心和腹泻。截至2004年，FDA没有任何关于单独使用莫达非尼致死的报道。

## 药物相互作用
莫达非尼与鸦片类药物如氢可酮、羟考酮与酚太尼枸椽酸盐（芬太尼）共同给药，以及与其他多种药物共同使用，可能导致其血浆浓度下降。其原因是莫达非尼是一种CYP3A4酶的诱导剂。如果不密切监视，可能会降低其效果或出现戒断反应。

## 历史
莫达非尼最初由神经生理学家Michel Jouvet和Lafon实验室研发。起源于1970年代一系列二苯甲亚硫酰基化合物的合成，其中包括阿屈非尼。1986年，阿屈非尼在法国被首先用于嗜睡症的试验性治疗。莫达非尼是阿屈非尼是主要代谢物，有相似的活性且使用更加广泛。1994年法国以Modiodal为名开出处方，1998年在美国以Provigil为商品名销售。2002年12月获许在英国上市。在美国，莫达非尼由Cephalon公司销售，它延续了Lafon的专利使用。2001年，Lafon最终被Cephalon收购。

## 化学

### 体液中测量
莫达非尼与/或其主要代谢物莫达非尼酸可以在血浆、血清或尿液中被测量，以以监测病人的用药剂量，来确认住院患者的中毒情况或协助法庭调查交通事故。通常使用与气相或液相色谱有关的仪器来进行检测。截至2011年，莫达非尼不是常规药物测试的项目（除反兴奋剂筛查），也不可能造成检测化学上不相关的物质如安非他命的假阳性。
可用相关试剂来确认样品中莫达非尼的存在。
| 药物     | 甲醛硫酸试剂     | 利伯曼试剂 | Froehde试剂 |
| -------- | ---------------- | ---------- | ----------- |
| 莫达非尼 | 黄色/橙色 > 棕色 | 变暗的橙色 | 深橙色/红色 |

## 药理
睡眠和觉醒调节系统分别由众多神经核团和递质组成，彼此间形成相互制约的神经网络，调控睡眠、觉醒的发生与维持，同时也受内稳态和生物节律的影响。
据目前的研究表明，莫达非尼主要通过刺激多巴胺能神经产生觉醒作用。多巴胺能神经系统中，D1和D2受体是莫达非尼产生促觉醒作用的必要受体。推测莫达非尼可能激动黑质、中脑腹侧背盖区、伏隔核内多巴胺神经系统产生觉醒作用，但确切的作用部位和机制仍有待探讨。莫达非尼影响GABA、去甲肾上腺素、Orexin和组胺能神经系统的递质释放，可能是觉醒作用的继发效应。

## 管制

### 中国大陆
在中国大陆，莫达非尼曾属于第一类精神药品，2023年10月1日起调整为第二类精神药品。
2017年11月，莫达非尼在中国被批准用于治疗阻塞性睡眠呼吸暂停。

### 台湾
目前在台湾，莫达非尼依例为第四级管制药品，仅批准用于治疗发作性睡病，需医生处方。

### 美国
根据联邦法律，现时莫达非尼在美国是IV级管制物品，没有DEA注册资格的进口商在没有授权时无权进口莫达非尼。然而可以提供处方的个人可以从其他国家携带莫达非尼入境，需要在入境处申报。

### 日本
在日本，莫达非尼属于精神药品（日语：向精神薬）和毒药（日语：劇薬），管制状况类似于哌甲酯等精神兴奋剂，需医生处方使用。

### 俄罗斯
此药目前在俄罗斯境内属于二级管制药品，与吗啡同级，受到严格管制。

### 不管制莫达非尼的国家
- 加拿大 （处方药）
- 墨西哥
- 英国（处方药）
- 南非（Schedule V）
- 澳大利亚（Schedule 4 处方药）
- 德国（自2008年3月1日起取消管制，处方药）
- 印度（以Modalert的商品名零售；印度公司不受1995年前专利的约束）

## 社会与文化

### 商品名
莫达非尼在全球以多种商品名销售，最常见的商品名为Provigil，由Cephalon公司（泰卫医药子公司）销售。

## 运动禁药
莫達非尼被奧林匹克委員會運動禁藥管制組列為禁藥清單之一。